# Romanistique
 (juillet 2025).

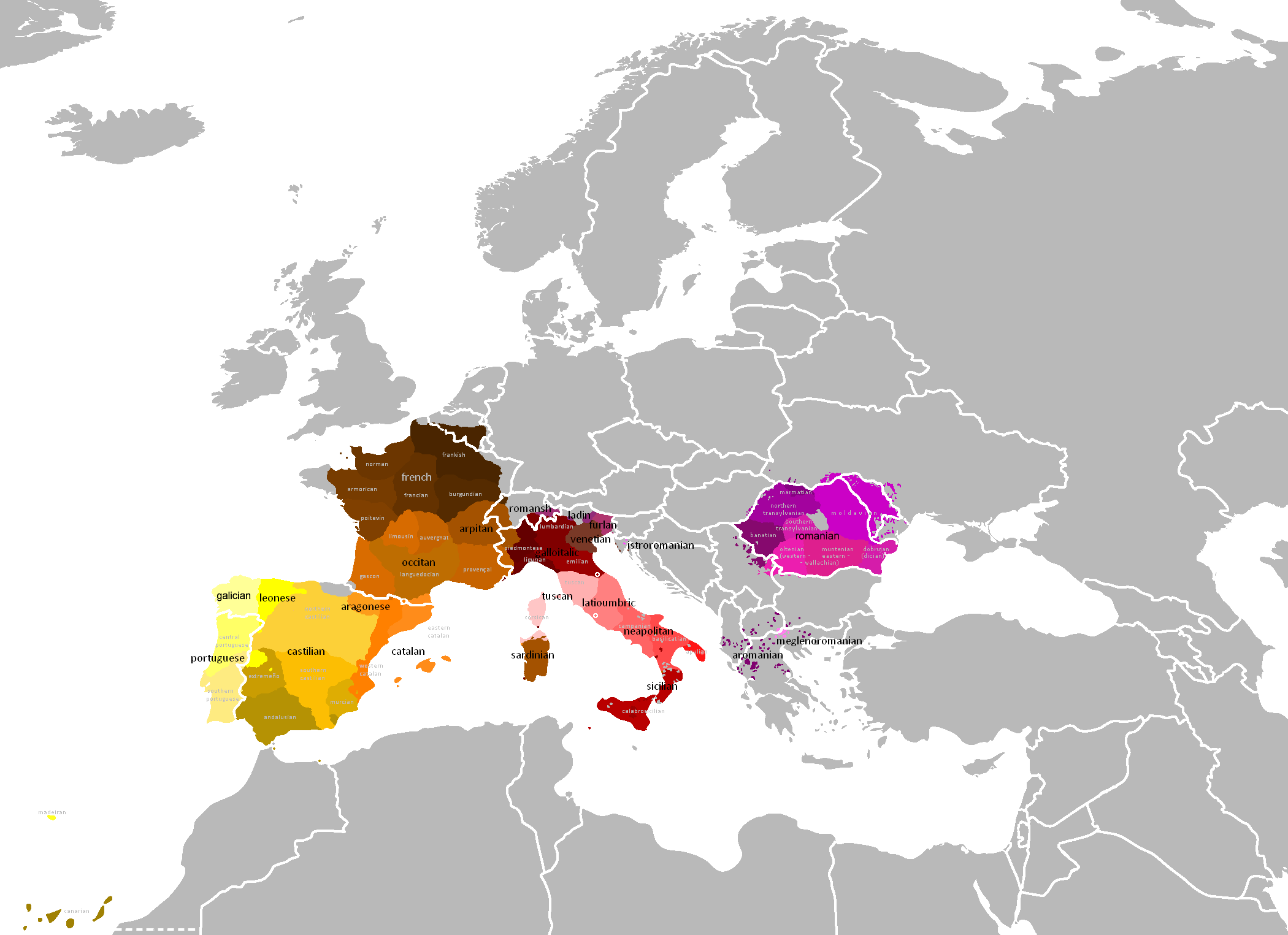
Langues romanes en Europe.

La romanistique ou philologie romane, aussi appelée études romanes, est une branche de la philologie spécialisée dans l'étude des langues romanes, c'est-à-dire des langues provenant directement du latin vulgaire, et des cultures qui lui sont associées.

## Terminologie
En France, on emploie aujourd'hui[style à revoir] surtout l’expression « études romanes » ; en anglais, de la même façon, on parle[style à revoir] de Romance studies. L'expression remplace en France aujourd'hui[Depuis quand ?] les termes de « philologie romane » et « romanistique », qui restent pourtant d'un usage habituel dans d'autres pays, notamment la Belgique ou la Suisse, et la majorité des pays d'Europe centrale, d'Europe orientale, ou aussi aux pays hispanophones (filología románica), , etc.

## Caractéristiques
Elle se divise en deux disciplines distinctes, la linguistique et la littérature des langues romanes, auxquelles s'est adjointe au XXe siècle la didactique des langues. Ses spécialistes sont appelés « romanistes » ou « romanisants ».
Dans certaines universités, les chaires, sections et départements de philologie romane sont divisés en départements d'études d'une langue spécifique, qui ont pris leur autonomie en leur sein ou leur totale indépendance : 
- études françaises ;
- études ibéro-américaines, qui incluent les études hispaniques, portugaises et brésiliennes ; 
  - études hispaniques et hispano-américaines (hispanistique ou hispanisme, partie de l'ibéristique) ;
  - études portugaises et brésiliennes (études lusophones (de) ou lusitanistique ou portugalistique, partie de l'ibéristique) ;
- études italiennes (italianistique (de)) ;
- études catalanes (catalanistique (ca)) ;
- études roumaines (roumanistique (de)), etc.

Le terme « francistique » pour les études françaises est d'un emploi très rare, contrairement aux termes allemands « Franzistik » ou « Französistik » ou au terme italien « francesistica » ou espagnol « francesística »[réf. nécessaire].